# Rustam Serbiev
Rustam Serbiev (29 maart 1998) is een Belgische MMA-vechter met Tsjetsjeense roots die actief is in de lichtgewichtdivisie. Hij traint en spart af en toe samen met Khabib Nurmagomedov. Serbiev traint onder begeleiding van trainer Javier Mendez in American Kickboxing Academy te San Francisco.

## Biografie
Serbiev is geboren in Grozny op 29 maart, 1998. Na een woelige periode van oorlogen in zijn vaderland Tsjetsjenië, ontvluchtte hij met zijn familie in 2007 uiteindelijk het land om zich vervolgens in Merelbeke nabij Gent te vestigen. Rustam heeft verschillende vechtsporten gedaan waaronder kick- en thaiboksen, karate, judo en worstelen voordat hij de overstap maakte naar MMA. Onder begeleiding van trainer Mendez en met de hulp van Nurmagomedov, mikt Serbiev om voor 2022 te gaan vechten bij de UFC.